# Леб'яже (Донецький район)
Леб'яже — селище Макіївської міської громади Донецького району Донецької області в Україні. Населення становить 18 осіб. Відстань до центру громади становить близько 26 км і проходить автошляхом місцевого значення.

## Населення

### Мова
Розподіл населення за рідною мовою за даними перепису 2001 року:
| Мова       | Кількість | Відсоток |
| ---------- | --------- | -------- |
| російська  | 14        | 77.78%   |
| українська | 4         | 22.22%   |
| Усього     | 18        | 100%     |

За даними перепису 2001 року населення селища становило 18 осіб, із них 22,22% зазначили рідною мову українську, 77,78% — російську мову.